# Austin-Putilow Radpanzer
Der Austin-Putilow-Radpanzer war ein russischer Radpanzer des Ersten Weltkrieges.

## Geschichte
Eigentlich war der Austin-Putilow ein britischer Entwurf. Das Fahrzeug wurde jedoch hauptsächlich von der russischen Armee während des Ersten Weltkrieges eingesetzt. Der Austin-Putilow übernahm Aufgaben zur Sicherung im Hinterland sowie Spähaufträge. Wie vielen Fahrzeugen dieser Zeit fehlte auch ihm die entsprechende Geländegängigkeit, um offensiv als Kampfwagen in Gefechte eingreifen zu können. So waren die Fahrzeuge auf das Vorhandensein von Straßen oder befestigten Wegen angewiesen, was die Handlungsfähigkeit für ihre Hauptaufgabe einschränkte. Während des Krieges war der Austin-Putilow der von der russischen Armee am meisten eingesetzte Radpanzerwagen.
Austin-Putilow wurden sowohl von der neugegründeten Roten Armee als auch den weißgardistischen Truppen im russischen Bürgerkrieg eingesetzt. Einige Fahrzeuge nutzte Polen bis in die 1930er Jahre. Nach Einführung neuer Typen wurden von der Sowjetunion sogar einige Fahrzeuge nach Japan verkauft. Ab 1935 wurde der Austin-Putilow aber bei allen Armeen aus dem Verkehr gezogen.
Auf dem Bild ist kein „Russkij Austin“ (so der richtige Name des PzW Austin, der in den Putilow-Werken in Petrograd entwickelt und im Ischorawerk in Kolpino von 1917 bis 1920 hergestellt wurde), sondern ein britischer Austin PzW, 3. Serie der weißgardistischen Donkosakenarmee aus dem Jahre 1919. Alle britischen Austin von Serie 1 bis 3 wurden durch die russische Militär-Automobil-Schule entwickelt und in England ausschließlich für die zaristische Armee produziert. Der „Russkij Austin“ wurde auf britischem Fahrgestell in Russland hergestellt. Hauptunterschied zur Austin 1–3 Serie war die Anordnung der Türme – sie stehen diagonal und nicht in einer Reihe. Insgesamt wurden ca. 60 PzW Austin-Putilow gebaut, davon 12 Stück mit Halbkettenantrieb des Systems Austin-Kegresse.

## Das Fahrzeug
Die russischen Konstrukteure übernahmen das Chassis des britischen Fahrzeugs und veränderten die Aufbauten. Das Fahrzeug wurde rundum gepanzert, auf dem Dach wurde ein gepanzerter, nicht drehbarer Turm installiert. Dieser hatte zwei MG-Schießscharten.
Das Fahrzeug wurde als Vierradfahrzeug geplant. Später trugen die russischen Konstrukteure den klimatischen Verhältnissen Russlands Rechnung und bauten anstelle der Hinterachse eine verkürzte Variante des Holt-Kettenfahrwerks ein. Damit war das Fahrzeug geländegängiger und auch in tiefem Schnee und Schlamm beweglich. Um die Steuerung des Fahrzeugs zu erleichtern, erhielt auch das Kettenfahrwerk eine Lenkung.
Die Panzerung des Fahrzeugs schützte gegen Beschuss aus Handwaffen und Splitter-/Schrapnellwirkung. Die beiden MGs waren im Turm fest lafettiert. Am auffälligsten waren die an den Scharten angebrachten Panzerplatten. In ihrer Form erinnerten sie an Scheuklappen für Pferde. Sie sollten verhindern, dass aus dem toten Winkel der MG-Beschuss durch die Scharte erfolgen konnte. Im Fahrzeuginnenraum hätten dadurch auftretende Querschläger schwerste Verwundungen hervorgerufen.

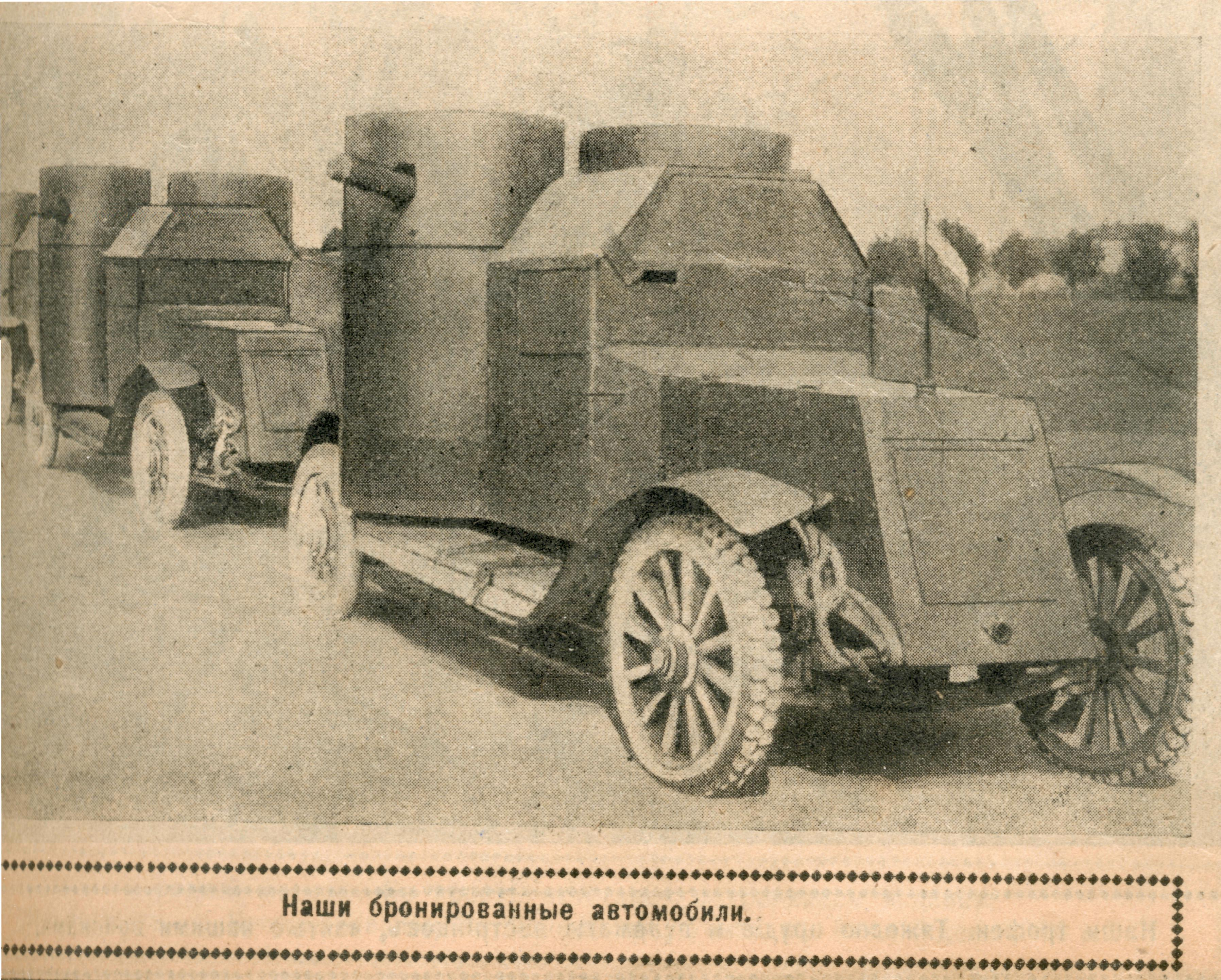
Austin-Putilow, erste Baureihe (1916)
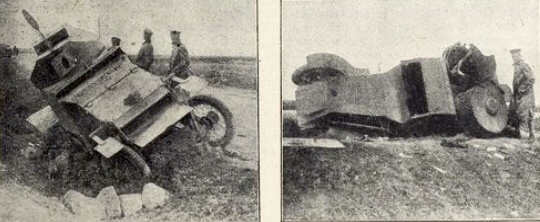
Austin-Putilow Radpanzer (1917)
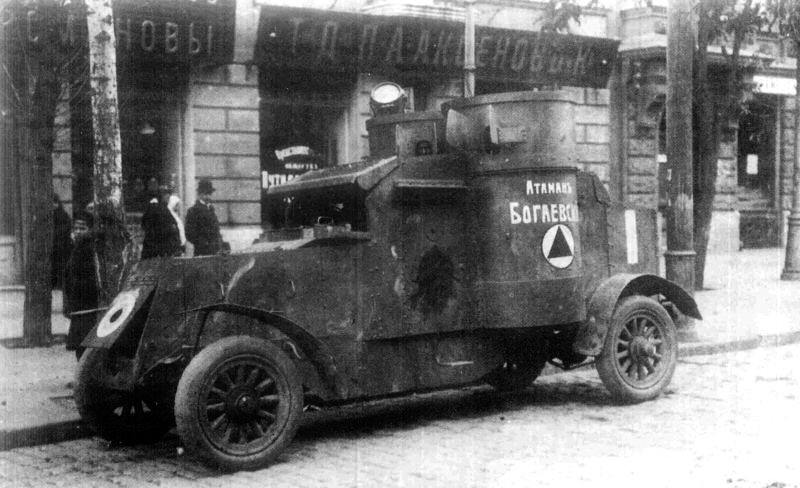
Austin-Putilow Radpanzer (1919)
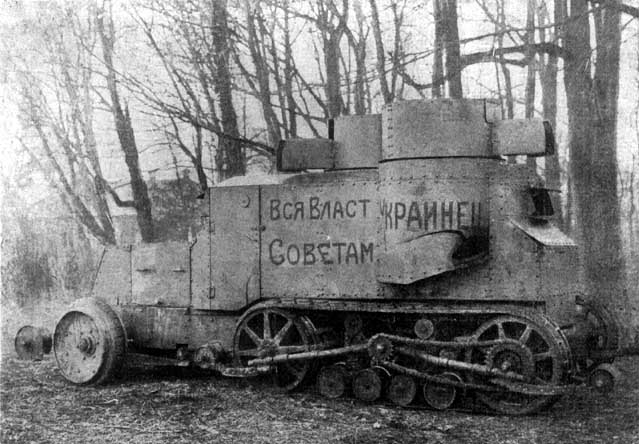
Russische Variante mit Kegresse-Laufwerk (1920)